# Tomasz Sikorski
Tomasz Sikorski (* 19. Mai 1939 in Warschau; † 12. November 1988 ebenda) war ein polnischer Komponist und Pianist.
Der Sohn von Kazimierz Sikorski war am Warschauer Konservatorium Schüler seines Vaters sowie von Zbigniew Drzewiecki. Danach studierte er von 1965 bis 1966 in Paris bei Nadia Boulanger. Von 1975 bis 1976 arbeitete er am Columbia-Princeton Electronic Music Center in New York City. Danach lebte er als Pianist und freischaffender Komponist in Warschau.
Neben Klavierwerken und einer Funkoper komponierte Sikorski zahlreiche Instrumentalwerke, teilweise auch mit Einsatz eines Tonbandes. 

## Werke
- 2 Präludien für Klavier, 1955
- Variationen (Wariacje) für Klavier und Schlagzeug, 1960
- Echo II für Klaviere, Glocken, Gongs, Tamtams und Tonband, 1961–63
- Skizzen für Streichquartett, 1962
- Antiphone für Sopran, Klavier, Horn, Glocken, Gongs und Tonband, 1963
- Prologe für Frauenchor, Klaviere, Flöten, Hörner und Schlagzeug, 1964
- Concerto breve für Klavier, Bläser und Schlagzeug, 1965
- Monodia e sequenza für Flöte und Klavier 1966
- Sequenza I für Orchester, 1966
- Sonant, für Klavier, 1967
- Intersection für Schlagzeug, 1968
- Homophonie für Hörner, Trompeten, Posaunen, Klavier und Gong, 1968–70
- Diaphonie für zwei Klaviere, 1969
- Musik für Blasinstrumente und Tamtams, 1969
- Für Streicher für 3 Violinen und 3 Violen, 1970
- Collage für Frauenchor, Instrumente und Tonband, 1970
- Musique diatonique für Blasinstrumente und 8 Gongs, 1970
- Vox humana für Chor, Klaviere, Blechbläser, Gongs und Tamtams, 1971–72
- Die Abenteuer von Sindbad dem Seefahrer (Przygody Sindbada zeglarza), Radiooper für 6 Sprechstimmen, Sopran, Tenor, Frauenchor und Orchester, 1971–72
- Zerstreutes Hinausschauen (Widok z okna oglądany w roztargnieniu) für Klavier, 1971/72
- Ohne Titel (Bez tytułu) für Klarinette, Posaune, Klavier und Cello, 1972
- Holzwege für kleines Orchester, 1972
- Musik hören (Muzyka nasłuchiwania) für 2 Klaviere, 1973
- Musik aus der Ferne für Chor, Blasinstrumente, Klavier und Schlagzeug, 1974
- Andere Stimmen für Blasinstrumente, Gongs und Glocken, 1975
- Die Einsamkeit der Klänge für Tonband, 1975
- Die Krankheit zum Tode für Sprecher, 2 Klaviere, Trompeten und Hörner auf Texte von Søren Kierkegaard, 1976
- Musik im Zwielicht für Klavier und Orchester, 1978
- Hymnos für Klavier, 1979
- Strings in the Earth, 1979–80
- Monophonie für Orchester, 1979–80
- Lontano für Orchester, 1979–80
- Ositato für Orchester, 1979–80
- Autograph für Klavier, 1980
- Modus, 1980
- Von fern ein Vogel für Sprecher, Klavichord und Tonband. Text von Samuel Beckett, 1981
- 2 Portraits für Orchester, 1981–82
- Paesaggio d'inverno für Streicher, 1982
- Modus für Solocello, 1982
- Euphonie für Klavier, 1982
- Selbstporträt für Orchester, 1983
- Autoritratto für zwei Klaviere und Orchester, 1983
- Kleines Concerto für Orchester, 1983
- Recitativo ed Aria für Streicher 1983/84
- La notte „Omaggio a Friedrich Nietzsche“ für Streicher, 1984
- Rondo für Cembalo, 1984
- Moderato Cantabile für Solocello, 1986
- Das Schweigen der Sirenen (nach Franz Kafka) für Cello, 1986
- Omaggio „in memoriam Borges“ für 4 Klaviere und Orchester, 1987
- Diario 87 für Tonband und Sprechstimme, 1987